# Maurice Brocco
Maurice Brocco (ur. 28 stycznia 1885 w Fismes – zm. 26 czerwca 1965 w Erigné) – francuski kolarz torowy i szosowy, brązowy medalista torowych mistrzostw świata.

## Kariera
Pierwszy sukces w karierze Maurice Brocco osiągnął w 1907 roku, kiedy zdobył brązowy medal w wyścigu ze startu zatrzymanego amatorów podczas mistrzostw świata w Genewie. W zawodach tych wyprzedzili go jedynie Brytyjczyk Leon Meredith oraz Belg Victor Tubbax. Był to jedyny medal wywalczony przez Brocco na międzynarodowej imprezie tej rangi. Wielokrotnie stawał na podium zawodów cykl Six Days, odnosząc przy tym cztery zwycięstwa. Startował również w wyścigach szosowych, wygrywając między innymi wyścig Paryż-Bruksela w 1910 roku oraz dziesiąty etap Tour de France w 1911 roku. Ponadto siedmiokrotnie zdobywał medale szosowych mistrzostw Francji, ale nigdy nie zwyciężył. Nigdy również nie wystąpił na igrzyskach olimpijskich.